# Kutamakmur
Kutamakmur is een bestuurslaag in het regentschap Karawang van de provincie West-Java, Indonesië. Kutamakmur telt 3794 inwoners (volkstelling 2010).